# الفتح الإسلامي لكرمان

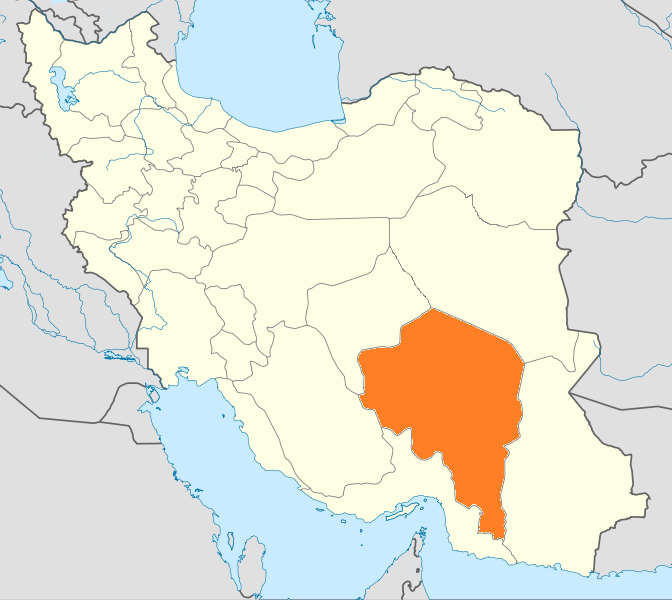
مقاطعة كرمان

حدث الفتح الإسلامي لكرمان في العام 644 م تقريبًا. خلال فترة خلافة عثمان بن عفان قام جيش الخلفاء الراشدين بهزيمة الساسانيين في كرمان والاستيلاء عليها وعلى مدن بم وجيروفت وسيرجان.:74